# Andrzej Chłopecki
Andrzej Chłopecki (* 21. Januar 1950 in Bydgoszcz; † 23. September 2012 in Warschau) war ein polnischer Musikwissenschaftler und -kritiker.
Chłopecki schloss 1975 sein Studium am Institut für Musikwissenschaft der Universität Warschau bei Zofia Lissa mit einer Arbeit über Krzysztof Pendereckis Lukas-Passion ab. Er nahm mehrfach an den Darmstädter Ferienkursen teil und war Stipendiat der Fondation pour une Entraide Intellectuelle (1980), des Institutes für die Wissenschaften vom Menschen (1984), der Alban Berg Stiftung (1986) und des polnischen Kultusministeriums (1990).
Von 1975 bis 1981 und ab 1991 war er Mitarbeiter des Polnischen Rundfunks in der Redaktion für Neue Musik und in dieser Zeit Autor von etwa 2.000 Sendungen. Von 1982 bis 1991 war er zunächst Assistent, dann Dozent an der Musikakademie Krakau sowie Redakteur und Leiter der Werbeabteilung der Warschauer Niederlassung des Polnischen Musikverlages. Ab 1996 lehrte er Geschichte und Ästhetik der Musik des 20. und 21. Jahrhunderts an der Musikakademie Katowice, ab 2000 unterrichtete er zudem am Institut für Literaturforschung der Polnischen Akademie der Wissenschaften in Warschau.
Außerdem war er von 1986 bis 1995 Redakteur für Neue Musik beim Deutschlandfunk in Köln und von 1993 bis 1997 Feuilletonist der Monatszeitschrift Res Publica Nowa. Seit 1992 arbeitete er für die MusikTexte in Köln und seit 2001 für die Gazeta Świąteczna. Seit 1999 gehörte er der Programmkommission des Festivals Warschauer Herbst an. Ab 2001 betreute er das Projekt Förderpreise für Polen der Ernst-von-Siemens-Musikstiftung, in dessen Rahmen 34 Werke junger polnischer, litauischer, lettischer, estnischer, ukrainischer, slowakischer, tschechischer, ungarischer, rumänischer, bulgarischer und slowenischer Komponisten entstanden. Chłopecki wurde u. a. mit mehreren Preisen des Polnischen Rundfunks, der Mozart-Medaille des Internationalen Musikrates der UNESCO (2003) und der Ehrenmedaille des Polnischen Komponistenverbandes (2003) ausgezeichnet.